# Gaillères
Gaillères – miejscowość i gmina we Francji, w regionie Nowa Akwitania, w departamencie Landy.
Według danych na rok 1990 gminę zamieszkiwało 396 osób, a gęstość zaludnienia wynosiła 28 osób/km² (wśród 2290 gmin Akwitanii Gaillères plasuje się na 795. miejscu pod względem liczby ludności, natomiast pod względem powierzchni na miejscu 807.).